# Lartigue, Gironde
Lartigue är en kommun i departementet Gironde i regionen Nouvelle-Aquitaine i sydvästra Frankrike. Kommunen ligger i kantonen Captieux som tillhör arrondissementet Langon. År 2022 hade Lartigue 41 invånare.

## Befolkningsutveckling
Antalet invånare i kommunen Lartigue
Referens:INSEE